# الطائرة الخامسة
الطائرة الخامسة هي رواية للكاتب والمؤلف السعودي محمد العمر، يحكي فيها قصته مع التيار الصحوي ومن ثم التطور والانغماس مع التيارات المتشددة ووصولاً إلى التنظيم المتطرف «القاعدة» في أوائل بداياته في السعودية، والتزامه بحضور سلسلة الدروس العلمية للدكتور سلمان العودة التي كان يقيمها في مدينة بريدة في التسعينات الميلادية، وحضر وقائع اعتقال «العودة»، وذكر في الكتاب مرحلة التطور الايديولوجي تجاه التطرف مروراً بوقائع وأحداث، وتعريفاً بأهم وأبرز التيارات والحركات الإسلامية التي برزت في تلك الحقبة في السعودية ورجالاتها، كما تطرق الكاتب وبالاسماء لأبرز رموز التيار الصحوي والتطرفي، كما تضمن الكتاب الأسباب التي جعلته ينشق في نهاية المطاف ويتجه إلى الاعتدال وهو في طريقه إلى أفغانستان.
كما أن القصة تُعبر عن مئات الشباب الذين غُرِّر بهم تجاه أفكار متطرفة، وأعطت صَفَحَاتها إشراقة حقيقية وواقعاً حدث في نهايات القرن الماضي عن أبطال رواية غيرَّوا في مسيرة البطل الرئيس لتَصفَ الفكر الذي هيمن في المجتمع السعودي آنذاك.
عدّ الكتاب من أكثر 10 كتب مبيعاً في معرض أبو ظبي الدولي للكتاب بدورته عام 2013م.

## اقتباسات من الكتاب
- الجهة الجنوبية من مدينة الرياض تُعتبر حاضنة التدين ومنها نَبَعَ التشدد الغير منضبط والتي تُعتبر الرحم الثاني من ولادة التطرف ولا زالت تُفرِخ.
- بعد خمس سنوات تقريباً من اعتقال دعاة الصحوة المتمثلة بـ«سلمان العودة» و «ناصر العمر» و «سفر الحوالي»، أي في أبريل العام 1999 ابتهج المشايخ وطلاب العلم في «السعودية» وخارجها واعتبروه نصراً مبيناً وفرجاً جديداً للإسلام والمسلمين.
- التطرف غشاوة خطيرة لا تزيلها إلا الجرأة على الاعتدال، وبين التطرف والاعتدال مثلما بين الحياة والموت.

## وصلات خارجية
- الطائرة الخامسة.. من الكاسيت إلى تويتر! مقال في موقع العربية نت
- لقاء مع محمد العمر وتدشين كتاب الطائرة الخامسة على قناة MBC
- آراء القراء حول كتاب الطائرة الخامسة على موقع أبجد